# Капитал Бра
Capital Bra (кириллицей: Капита́л бра; наст. имя: Владислав Баловацкий) — немецкий рэпер. Также известен как просто Capital и как Joker Bra. Дебютировал с альбомом Kuku Bra в 2016 году. За свою карьеру выпустил семь студийных альбомов, последний вышел 10 марта 2022 года.
В 2018 году с восемью синглами поднимался на 1-е место в Германии, поставив национальный рекорд по количеству песен одного исполнителя, занимавших первую позицию в течение одного года, и приблизившись к рекорду по общему количеству хитов номер 1 в этой стране за всё время (у групп Boney M и Sweet по 8, у группы ABBA 9, у Beatles 11).
Кроме того, по итогам 2018 года он стал в своей стране самым прослушиваемым через стриминговые сервисы музыкальным исполнителем.

## Биография
Согласно публикациям в прессе, родился в 1994 году в Сибири, позднее жил в Днепре, в 2000-х годах переехал с мамой в Германию, в берлинский район Альт-Хоэншёнхаузен.
Начал читать рэп в 11 лет. В 2014 году начал выступать на берлинской баттл-площадке «Рэп по средам» (нем. Rap am Mittwoch) и был признан лучшим новичком сезона. В январе 2016 году выпустил первый альбом, озаглавленный Kuku Bra и достигший 32-й позиции в национальном чарте Германии.
В феврале и сентябре 2017 года выпустил второй и третий альбомы — Makarov Complex (2-я позиция в Германии и 1-я в Австрии) и Blyat (3-я позиция в Германии и Австрии). 6 апреля 2018 года выпустил сингл «5 Songs in einer Nacht» («5 песен за одну ночь»). Эта песня стала прорывной для исполнителя, с ней он впервые поднялся на первое место немецкого хит-парада. Затем последовали синглы «Neymar» (27 апреля), «One Night Stand» (25 мая) и «Berlin lebt» (7 июня), все также поднявшиеся на 1-е место.
22 июня 2018 года у него вышел четвёртый альбом Berlin lebt. Альбом достиг 1-го места в Германии, Австрии и Швейцарии. В Германии был сертифицирован золотым.
6 июля вместе с Бушидо и Самрой выпустил сингл «Für euch alle» (1-е место в Германии).
Следующий сингл, «Melodien» (с участием Жужу), стал шестой подряд песней Капитала Бра, поднявшейся на 1-е место в его родной стране.
С октября начал выпускать синглы с песнями, которые потом появятся на пятом альбоме: «Fightclub» (feat. Samra & AK Ausserkontrolle, 12 октября, 3-е место в Германии), «Roli Glitzer Glitzer» (feat. Luciano & Eno, 19 октября, 1-е место), «Allein» (26 октября, 2-е место), «Ich liebe es» (feat. Xatar & Samy, тоже 26 октября, 3-е место).
2 ноября 2018 года выпустил пятый альбом Allein (2-е место в Германии).
Далее последовали синглы с новыми песнями: «Feuer» (30 ноября, 4-е место в Германии), «Benzema» (21 декабря, 1-е место).
В январе 2019 года подписал контракт с Universal Music. Первый его альбом на этом лейбле называется CB6 и вышел 26 апреля.
25 января Капитал Бра выпустил ещё один сингл с новой песней, «Prinzessa» (1-е место в Германии, Австрии и Швейцарии). При этом в Швейцарии песню не пустили на радио из-за «оскорбительного содержания» (а именно слова «Hurentochter»).
В феврале 2019 года Капитал Бра выпустил песню «Capital Bra je m’appelle». Она достигла 3-го места в Германии, 1-го в Австрии и 4-го в Швейцарии.
В марте 2019 года Капитал Бра с интервалом в неделю выпустил совместный сингл с Самрой — «Wir ticken» и кавер на песню группы Modern Talking «Cheri, Cheri Lady» — «Cherry Lady». Обе песни дебютировали на 1-м месте в Германии.

## Музыкальный стиль и тексты песен
По стилю Капиталя Бра можно отнести к штраcсенрэпу. Его визитной карточкой является использование в песнях русских слов. Более того, в некоторых его песнях на русском языке исполняются значительные фрагменты.

## Сценический псевдоним
Бра — сокращение от русского слова «брат» (или «братан»). Поэтому псевдоним «Capital Bra» можно понять как «Столичный брат».

## Дискография
См. страницу дискографии в английской Википедии.
- Kuku Bra (2016)
- Makarov Komplex (2017)
- Blyat (2017)
- Berlin lebt[нем.] (2018)
- Allein (2018)
- CB6 (2019)
- CB7 (2020)
- 8 (2022)
- Vladyslav (2024)